# Plaza Harriet Tubman (Newark)
La Plaza Harriet Tubman (en inglés Harriet Tubman Square) es una plaza urbana en el Downtown de Newark, en el estado de Nueva Jersey (Estados Unidos). Es el más septentrional de los tres parques de la zona (los otros dos son el parque Lincoln y el parque Militar), que se crearon en la época colonial. El parque triangular está delimitado por Broad Street, Washington Street y Washington Place al final de Halsey Street. Alberga la estatua ecuestre de George Washington junto con otras esculturas, y está rodeado de edificios históricos cívicos y comerciales. Hasta 2022 fue conocida como Parque Washington.

## Distrito
Originalmente conocido como North Common o Upper Green, el parque es una propiedad que contribuye al Distrito Histórico de James Street Commons y está rodeado de lugares destacados. Forma el extremo norte del distrito comercial central de la ciudad.
La Iglesia Reformada del Norte fue construida en 1859. La Casa Ballantine, un Hito Histórico Nacional, fue construida por el magnate cervecero John Ballantine en 1885, y es en la actualidad parte del Museo de Newark. La principal Biblioteca Pública de Newark se construyó en 1903. A lo largo de James Street hay varias casas de piedra rojiza.
Entre los edificios de oficinas ubicados en el distrito se encuentran el American Insurance Company Building, One Washington Park, IDT Corporation, 550 Broad Street, 33 Washington Street y el centro de llamadas de Cablevision. Varias instalaciones de Rutgers-Newark y la sede de Audible también se encuentran en el parque.
Desde sus inicios hasta 2022 se llamó Parque Washington, cuando fue renombrada en honor a la líder abolicionista Harriet Tubman.

## Transporte
La estación Washington Park del Tren Ligero de Newark se encuentra en el costado de Broad Street. La estación Riverfront Stadium está a una cuadra de distancia. La estación Newark Broad Street, servida por New Jersey Transit (NJT), está a dos cuadras al norte. Numerosos autobuses sirven a Newark y sus alrededores, incluido el Aeropuerto Internacional Newark Liberty.